# Iwan Afanassjewitsch Amossow

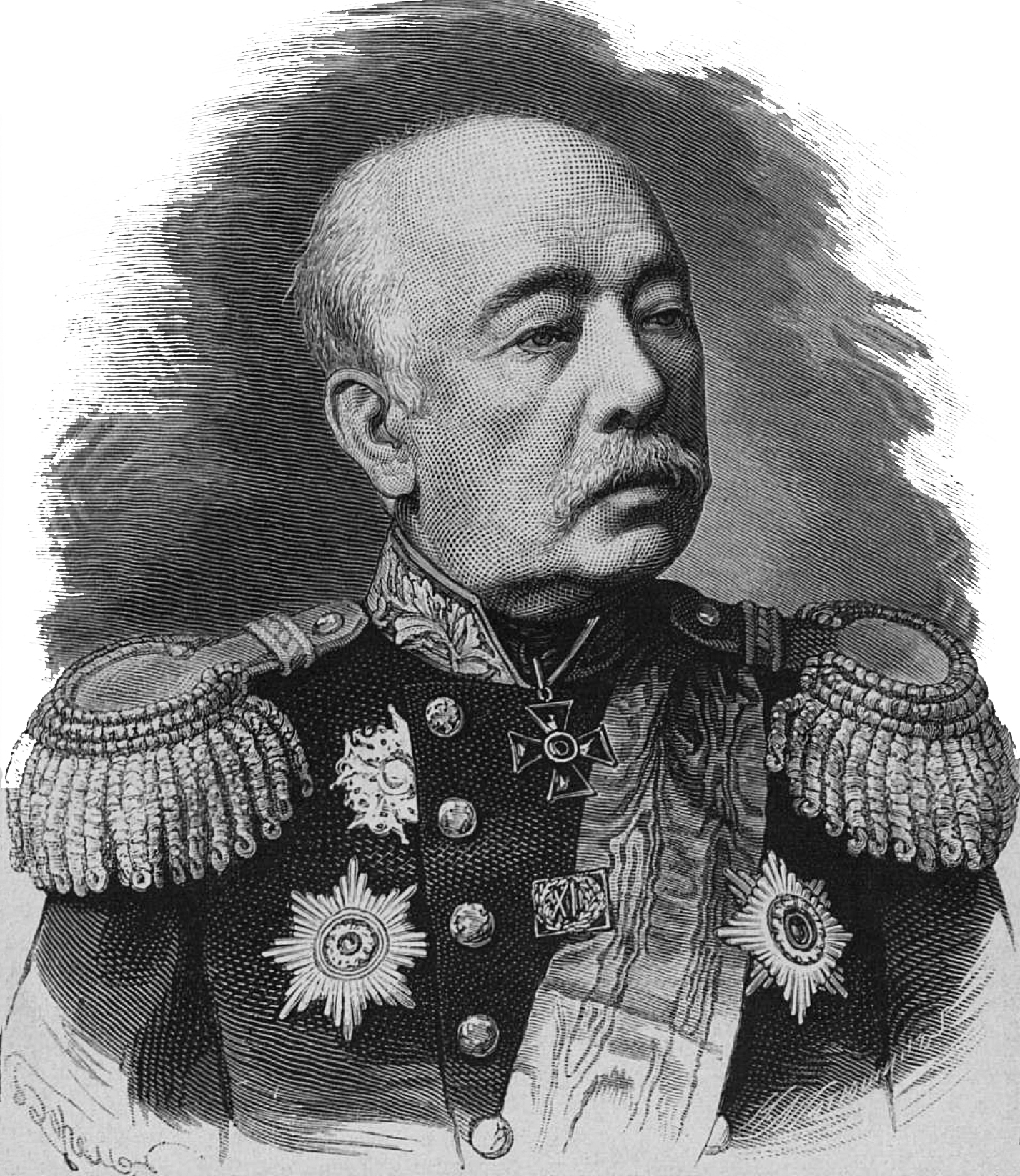
Iwan Afanassjewitsch Amossow (P. F. Borel)

Iwan Afanassjewitsch Amossow (russisch Иван Афанасьевич Амосов; * 12. Novemberjul. / 24. November 1800greg. in Archangelsk; † 1. Junijul. / 13. Juni 1878greg. in St. Petersburg) war ein russischer Schiffbauer.

## Leben
Amossow war der Sohn des Oberstleutnants des Steuermann-Flottenkorps Afanassi Petrowitsch Amossow und Neffe der Linienschiff-Meister Ossip und Iwan Petrowitsch Amossow.
Amossow kam auf Empfehlung seines Onkels Iwan Petrowitsch Amossow im Juni 1811 in die St. Petersburger Linienschiff-Technik-Schule. Ein Mitschüler war der künftige Schiffbauer Stepan Buratschok, mit dem Amossow sich befreundete. Im August 1817 schlossen beide ihre Ausbildung ab mit Verleihung der XII. Rangklasse als außerordentliche Auszeichnung. Sie wurden zum Zimmermann befördert und blieben an der Schule als Lehrer.
Bald wurde Amossow auf persönlichen Wunsch und Bitte seines Onkels auf die Kronstädter Werft geschickt, wo er nun Arbeiten zur Reparatur von Fregatten leitete. Später nahm er am Bau neuer Schiffe und deren Stapellauf teil. 1820 wurde er Linienschiff-Meister-Assistent mit einem Jahresgehalt von 600 Rubel. Im Oktober 1821 wurde er zum Draftsman ernannt. 1823 wurde er in die Hauptadmiralität versetzt, um die Zeichenwerkstatt zu leiten. Dazu leitete er ab 1824 die Ausbildung zum Draftsman-Assistenten.
1825 wurde Amossow Assistent des Linienschiff-Meisters Iwan Kurepanow und nahm am Bau und Stapellauf des  84-Kanonen-Linienschiffs Hanko teil. 1826–1827 war er an dem von Grigori Issakow geleiteten Bau des 110-Kanonen-Linienschiffs Kaiser Alexander I. beteiligt. Im Januar 1827 wurde er zum Podporutschik des neuen Linienschiff-Ingenieurkorps ernannt.
Im Juni 1827 wurde Amossow zur Verbesserung seiner Schiffbau-Kenntnisse nach Großbritannien abkommandiert. In privaten und staatlichen Werften in London und Glasgow lernte er den Dampfschiffbau kennen. 1829 kehrte er nach St. Petersburg zurück, nachdem er zum Porutschik befördert worden war. Im Januar 1830 wurde er zum Stabskapitän befördert und in die USA abkommandiert, um in Philadelphia die gekaufte 30-Kanonen-Segelkorvette Kensington zu übernehmen (nach Umbenennung Fürst von Warschau). Er lernte den US-amerikanischen Schiffbau kennen und legte dem Marineministerium ein Album mit Zeichnungen praktisch aller Etappen des Linienschiffbaus auf US-amerikanischen Werften vor. 1831–1832 projektierte und baute er selbständig das 4-Kanonen-Militärtransportschiff Libau und zusammen mit dem Linienschiffbauer Konstantin Glasyrin die 54-Kanonen-Fregatte Proserpina, die im August 1832 von Stapel lief. Als auf der St. Petersburger Ochta-Werft an der Mündung der Ochta in die Newa, wo sich vor der Gründung St. Petersburgs die schwedische Festung Nyenschanz befunden hatte, von Benjamin Stuckey das Linienschiff Pallada gebaut wurde, entwarf Amossow auf persönliche Bitte des künftigen Kommandeurs des Schiffs Pawel Nachimow nach englischem Muster eine sicherere Kraut-Kammer.

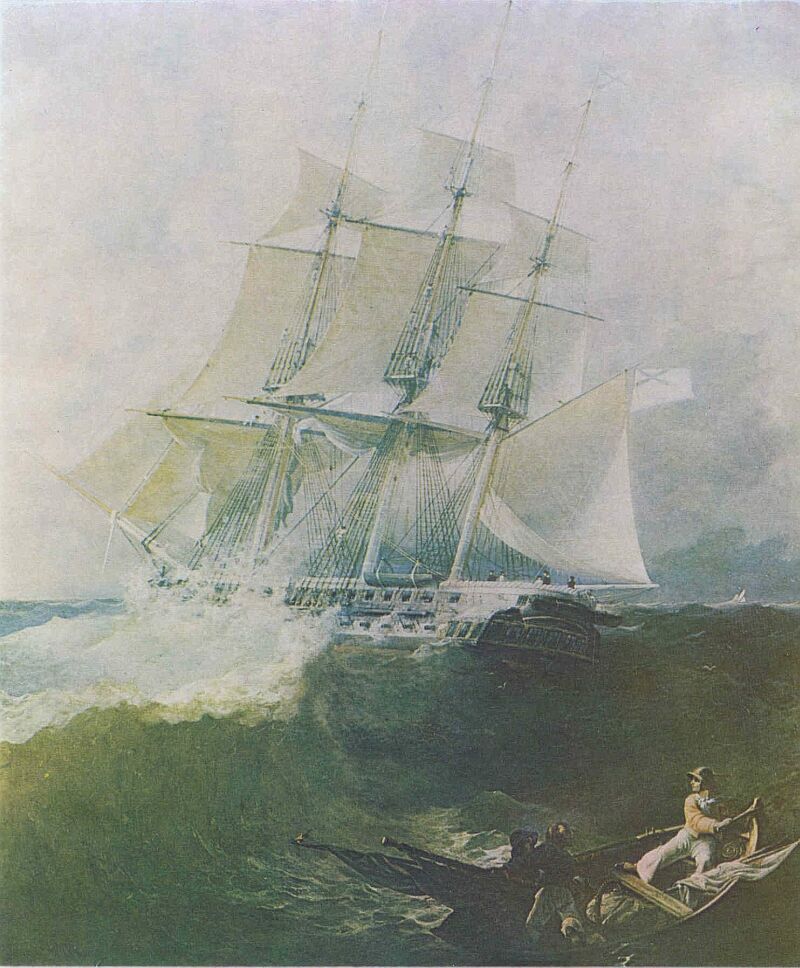
Aurora im Sturm (P. Boryspolez, 1838)

Amossow wurde anstelle Stuckeys 1832 zum Geschäftsführer der Ochta-Werft ernannt. Er baute etliche Linienschiffe und Fregatten, darunter die 56-Kanonen-Fregatte Aurora, die er im Dezember 1833 auf Kiel legte und die im August 1835 von Stapel lief. Zusammen mit Stuckey baute er das Dampfschiff Mirny. In Archangelsk inspizierte Amossow die Werften und tauschte Erfahrungen aus. Für das im August 1841 von Stapel gelaufene 74-Kanonen-Linienschiff Wyborg erhielt er eine Gratifikation von 1000 Rubel. 1843 baute er die schnelle 20-Kanonen-Segelbrigg Paris.
Daneben begann Amossow Dampfschiffe zu konstruieren und zu bauen. Neben kleineren Schiffen entstanden nach seinen Projekten auf der Ochta-Werft ein 32-PS-Raddampfer, eine 300-PS-Raddampfer-Fregatte (1843) und zwei 400-PS-Fregatten (1844, 1845). 1844 wurde er zum Oberst des Schiffbau-Ingenieurkorps befördert.
Amossow wurde im Juli 1846 nach Großbritannien geschickt, um die besten Schiffe mit Archimedischer Schraube kennenzulernen. 1848 baute er die erste russische 300-PS-Fregatte mit Archimedischer Schraube, die Archimed. Weitere Schiffe folgten. Im Juli 1852 wurde er Mitglied des Dampfschiffkomitees. Im April 1853 wurde er Generalmajor.

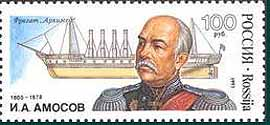
I. A. Amossow (Briefmarke der Potschta Rossii zum 300-jährigen Jubiläum der Baltischen Flotte 1993)

Amossow war 1860–1873 Inspektor der Linienschiffbau-Arbeiten im Kronstädter Hafen und sorgte für die stetige Verbesserung der Ausrüstung der Schiffe der Baltischen Flotte. Im Januar 1864 wurde er zum Generalleutnant und im Januar 1872 zum Ingenieur-General befördert. Im Januar 1873 wurde er Mitglied des Admiralitätsrats.

## Ehrungen
- Russischer Orden der Heiligen Anna III. Klasse (1831),[4] I. Klasse (1865)
- Orden des Heiligen Wladimir IV. Klasse (1833),[4] III. Klasse  (1855), II. Klasse (1874)
- Sankt-Stanislaus-Orden II. Klasse (1844), I. Klasse (1858)
- Kaiserlich-Königlicher Orden vom Weißen Adler (1873)